# 국가녹색기술연구소
국가녹색기술연구소(National Institute of Green Technology) ; NIGT)는 글로벌 협력 네트워크를 구축하여 대한민국 녹색기술 성과의 확산을 선도하고 해외 우수 녹색기술 연구기관과의 공동 협력을 통해 녹색기술의 경쟁력을 제고하는 선제적인 종합 정책을 기획‧지원하기 위하여 설립된 과학기술정보통신부 산하 국가과학기술연구회 소관 한국과학기술연구원의 부설 연구기관이다. 서울특별시 여의나루로 60 여의도 포스트타워 14층에 있다. 해당 기관은 연혁에 명기된 대로 '녹색기술센터(GTC)'로 시작했으나, 2022년 12월 기관 명칭을 국가녹색기술연구소로 변경했다.

## 연혁
- 2011년 6월 글로벌 녹색성장 서밋 2011(GGGS) 대통령 기조연설에서 "GTC(녹색기술센터)" 설립을 선언
- 2011년 12월 국가과학기술위원회 주관 하에 설립 준비 작업 추진(녹색성장위원회, 교육과학기술부, 지식경제부, 환경부 공동참여)
- 2012년 3월 한국과학기술연구원(KIST) 내부조직으로 설치
- 2012년 12월 제 158회 기초기술연구 이사회 "한국과학기술연구원 부설 녹색기술센터 설립 승인(안)" 의결
- 2013년 2월 한국과학기술연구원 부설 녹색기술센터 설립
- 2013년 5월 녹색기술센터 초대 소장 성창모 박사 임명
- 2013년 10월 녹색기술센터 청사 이전(서울 중구 충무로 남산스퀘어)
- 2015년 5월 유엔기후변화협약 CTCN 가입
- 2016년 5월 녹색기술센터 2대 소장 오인환 박사 임명
- 2017년 2월 녹색기후기술 백서 2017 발간
- 2017년 9월 국가 통계작성 지정기관 지정(통계청)
- 2018년 3월 국기후기술정보시스템(CTis) 구축
- 2019년 5월 녹색기술센터 3대 소장 정병기 박사 임명
- 2019년 9월 국내 최초 P4G 민관협력 프로젝트 수행
- 2020년 11월 UNEP-DTU 공동 기술수요평가 적응기술 분류체계 개발
- 2020년 12월 GCF 레디니스 사업 딜리버리 파트너 자격 획득
- 2021년 5월 P4G 서울 정상회의 개최 지원
- 2022년 1월 기후변화대응 기술개발 촉진법에 따른 '기후변화대응 전담기관' 지정
- 2022년 11월 녹색기술센터 4대 소장 이상협 박사 임명
- 2022년 12월 '국가녹색기술연구소'로 기관 명칭 변경
- 2023년 5월 창립 10주년 비전 선포식 개최

## 조직

### 국가녹색기술연구소 소장

##### 기획조정본부
- 경영지원부 - 사업재정팀/경영관리팀

- 전략기획센터

#### 정책연구본부 - (직속)국가기후기협력센터
| 기술분석센터 | 제도혁신센터 | 글로벌전략센터 | 데이터정보센터 |

## 같이 보기
- 녹색기후기금
- 글로벌녹색성장연구소
- 녹색성장위원회